# Zaricine
Zaricine (în ucraineană Зарічне) este așezarea de tip urban de reședință a raionului Zaricine din regiunea Rivne, Ucraina. În afara localității principale, mai cuprinde și satele Cernîn și Ivancîți.

## Demografie
Componența lingvistică a așezării de tip urban Zaricine
     Ucraineană (98,85%)
     Alte limbi (1,15%)
Conform recensământului din 2001, majoritatea populației așezării de tip urban Zaricine era vorbitoare de ucraineană (98,85%), existând în minoritate și vorbitori de alte limbi.